# Mesenchytraeus glandulosus
Mesenchytraeus glandulosus är en ringmaskart som först beskrevs av Levinsen 1884.  Mesenchytraeus glandulosus ingår i släktet Mesenchytraeus, och familjen småringmaskar. Arten är reproducerande i Sverige.